# 幸福大街 (乐队)
幸福大街（英語：Happy Avenue），是中国大陆的摇滚乐队，成立于1999年，曾多次参与迷笛音乐节演出，主唱为吴虹飞。

## 乐队成员
- 吴虹飞（主唱）
- 赵新宇（贝斯）
- 田昆（鼓）
- 耿放（吉他）
- 李维岩（吉他）

## 专辑
- 《小龙房间里的鱼》（2005年）
- 《胭脂》（2008年）
- 《再不相爱就老了》（2010年）[2]

## 评价
美国公共电视网曾于2003年的《前線》节目中介绍本乐队，指他们另类的唱法“挑战了中国抒情摇滚的极限”。

## 外部来源
1. ↑  . 新浪网. 2006-09-14  [2020-11-26]. （原始内容存档于2011-11-29）.
2. ↑  .   [2016-12-16]. （原始内容存档于2016-12-20）.
3. ↑  Clark, Matthew Corbin. . 公共广播电视公司. 2003-02-13  [2020-11-26]. （原始内容存档于2021-07-29） （美国英语）.